# Sven Håkansson Krååk
Sven Håkansson Krååk, född troligen den 7 juli 1570 i Ebbehult i Madesjö socken, död troligen 16 december 1663 i Ebbehult, var en svensk militär (major),  och utsedd till "hövdingen över Norra och Södra Möre" av den svenske kungen Karl IX.

## Slaget vid Jutebackarna
Under Kalmarkriget 1611-1613 och mer specifikt slaget vid Jutebackarna utmärker han sig, då han enligt traditionen klädde ut sig till tiggare och ledde in den mellan 50 och 100 man starka danska styrkan in i ett bakhåll. På den svenska sidan i detta bakhåll fanns det omkring 20 frivilliga bönder. För att bönderna i bakhåll att gå till anfall tog han fram sin pistol och sköt officeren så han dog. De svenska bönderna lyckades döda större delen av den danska styrkan och de som lyckades fly fångades senare upp vid Göstorp och dem mördade man och kropparna slängdes sedan i ett kärr. Trots att danskarna enligt historien visste vem Majoren från Ebbehult var, kunde de inte tänka sig att tiggaren och Majoren var samma person.
Efter slaget vid Jutebackarna tillbringade han sin tid att tjäna den svenska kronan genom att jaga landsförrädare som hade svurit sin trohet till den danska kungen.

## Sven Håkanssons rapport
Håkansson skrev en rapport om striden som skickades till kung Gustaf II Adolf.
"Den 6 september har Anders Sinclair från Kalmar anfallit hit upp i Madesjö socken med åtta tjog [160 man] och 80 fotfolk, och när jag märkte det tog jag knektarna och några få bönder till hjälp och slog till dem innan de kom till kyrkan. Jag har slagit av dem en hop folk, och förskingrat deras tågordning, så att fotfolket spreds ut i skogen, så att inte mer än 8 man av fotfolket återkom till Kalmar. Och i denna skärmytsling miste jag två karlar. Dessutom föll jag ut natten därpå och slog till döds en hop med ryttare, och många blev fångade. Så han miste 100 man." 

## Arvet efter Sven Håkansson Krååk
Under andra hälften av 1700-talet skrev kyrkoherden Anders Frigelius ned berättelsen om Sven Håkansson fast då under namnet Sven Krååk. Detaljen om Håkansson som tiggare var också en skapelse av Frigelius. Han baserade troligtvis sin historia på muntliga berättelser från bygden.
Arvet efter Sven Håkansson Krååk är inte stort men 1994 sattes en minnessten upp i Madesjö, Nybro kommun och denna minnessten finansierades av försvarsmakten.